# Olympische Sommerspiele 2020/Rudern
Die Ruderwettbewerbe bei den Olympischen Spielen 2020 in Tokio fanden vom 23. bis zum 30. Juli 2021 mit insgesamt 14 Entscheidungen statt, davon sieben bei den Herren und sieben bei den Damen. Austragungsort war der Sea Forest Waterway in der Bucht von Tokio.
Bei den Herren wurde der Leichtgewichts-Vierer ohne Steuermann aus dem olympischen Wettkampfprogramm gestrichen, stattdessen wurde ein Wettkampf im Vierer ohne Steuerfrau ins olympischen Programm aufgenommen.

## Zeitplan
Da sich ein Taifun auf die Küste Japans zubewegte, wurden am 23. und 25.  Juli Ruderwettbewerbe verschoben. Zunächst wurden einige Rennen vorgezogen und unter anderem alle Rennen vom 26. Juli auf den 25. Juli vorverlegt. Am 25. Juli wurden dann andere Rennen nach hinten verschoben. Am 26. und 27. Juli wurden vorsichtshalber keine Rennen ausgetragen.
| Wettbewerbe                 | Juli | Juli | Juli | Juli | Juli | Juli | Juli | Juli |
| Männer                      | 23.  | 24.  | 25.  | 26.  | 27.  | 28.  | 29.  | 30.  |
| --------------------------- | ---- | ---- | ---- | ---- | ---- | ---- | ---- | ---- |
| Einer                       |      |      |      |      |      |      |      |      |
| Zweier ohne Steuermann      |      |      |      |      |      |      |      |      |
| Doppelzweier                |      |      |      |      |      |      |      |      |
| Leichtgewichts-Doppelzweier |      |      |      |      |      |      |      |      |
| Vierer ohne Steuermann      |      |      |      |      |      |      |      |      |
| Doppelvierer                |      |      |      |      |      |      |      |      |
| Achter                      |      |      |      |      |      |      |      |      |
| Frauen                      | 23.  | 24.  | 25.  | 26.  | 27.  | 28.  | 29.  | 30.  |
| Einer                       |      |      |      |      |      |      |      |      |
| Zweier ohne Steuerfrau      |      |      |      |      |      |      |      |      |
| Doppelzweier                |      |      |      |      |      |      |      |      |
| Leichtgewichts-Doppelzweier |      |      |      |      |      |      |      |      |
| Vierer ohne Steuerfrau      |      |      |      |      |      |      |      |      |
| Doppelvierer                |      |      |      |      |      |      |      |      |
| Achter                      |      |      |      |      |      |      |      |      |
| Entscheidungen              | 0    | 0    | 0    | 0    | 0    | 6    | 4    | 4    |

|  | Qualifikation |  | Medaillenentscheidung |

## Bilanz

### Medaillenspiegel
| Platz  | Land           | Gold | Silber | Bronze | Gesamt |
| ------ | -------------- | ---- | ------ | ------ | ------ |
| 1      | Neuseeland     | 3    | 2      | –      | 5      |
| 2      | Australien     | 2    | –      | 2      | 4      |
| 3      | Niederlande    | 1    | 2      | 2      | 5      |
| 4      | Rumänien       | 1    | 2      | –      | 3      |
| 5      | Frankreich     | 1    | 1      | –      | 2      |
| 6      | China          | 1    | –      | 2      | 3      |
| 6      | Italien        | 1    | –      | 2      | 3      |
| 8      | Irland         | 1    | –      | 1      | 2      |
| 8      | Kanada         | 1    | –      | 1      | 2      |
| 8      | Kroatien       | 1    | –      | 1      | 2      |
| 11     | Griechenland   | 1    | –      | –      | 1      |
| 12     | Deutschland    | –    | 2      | –      | 2      |
| 12     | ROC            | –    | 2      | –      | 2      |
| 14     | Großbritannien | –    | 1      | 1      | 2      |
| 15     | Norwegen       | –    | 1      | –      | 1      |
| 15     | Polen          | –    | 1      | –      | 1      |
| 17     | Dänemark       | –    | –      | 1      | 1      |
| 17     | Österreich     | –    | –      | 1      | 1      |
| Gesamt | Gesamt         | 14   | 14     | 14     | 42     |

### Medaillengewinner
Männer
| Disziplin                   | Gold | Silber | Bronze |
| --------------------------- | --- | --- | --- |
| Einer                       | Stefanos Douskos (GRE) | Kjetil Borch (NOR) | Damir Martin (HRV) |
| Doppelzweier                | FrankreichHugo Boucheron Matthieu Androdias | NiederlandeMelvin Twellaar Stef Broenink | ChinaLiu Zhiyu Zhang Liang |
| Leichtgewichts-Doppelzweier | IrlandFintan McCarthy Paul O’Donovan | DeutschlandJonathan Rommelmann Jason Osborne | ItalienStefano Oppo Pietro Ruta |
| Doppelvierer                | NiederlandeDirk Uittenbogaard Abe Wiersma Tone Wieten Koen Metsemakers                                                                           | GroßbritannienHarry Leask Angus Groom Thomas Barras Jack Beaumont                                                                                               | AustralienJack Cleary Caleb Antill Cameron Girdlestone Luke Letcher                                                                                     |
| Zweier ohne Steuermann      | KroatienMartin Sinković Valent Sinković | RumänienMarius-Vasile Cozmiuc Ciprian Tudosă | DänemarkFrederic Vystavel Joachim Sutton |
| Vierer ohne Steuermann      | AustralienAlexander Purnell Spencer Turrin Jack Hargreaves Alexander Hill                                                                        | RumänienMihăiță-Vasile Țigănescu Mugurel Vasile Semciuc Ștefan-Constantin Berariu Cosmin Pascari                                                                | ItalienMatteo Castaldo Marco Di Costanzo Matteo Lodo Giuseppe Vicino                                                                                    |
| Achter                      | Neuseeland Tom Mackintosh Hamish Bond Thomas Murray Michael Brake Dan Williamson Phillip Wilson Shaun Kirkham Matt Macdonald Sam Bosworth (Stm.) | DeutschlandJohannes Weißenfeld Laurits Follert Olaf Roggensack Torben Johannesen Jakob Schneider Malte Jakschik Richard Schmidt Hannes Ocik Martin Sauer (Stm.) | GroßbritannienJosh Bugajski Jacob Dawson Thomas George Mohamed Sbihi Charles Elwes Oliver Wynne-Griffith James Rudkin Thomas Ford Henry Fieldman (Stm.) |

Frauen
| Disziplin                   | Gold | Silber | Bronze |
| --------------------------- | --- | --- | --- |
| Einer                       | Emma Twigg (NZL) | Hanna Prakatsen (ROC) | Magdalena Lobnig (AUT)                                                                                                  |
| Doppelzweier                | RumänienNicoleta-Ancuța Bodnar Simona Geanina Radiș | NeuseelandBrooke Donoghue Hannah Osborne | NiederlandeRoos de Jong Lisa Scheenaard                                                                                 |
| Leichtgewichts-Doppelzweier | ItalienValentina Rodini Federica Cesarini | FrankreichLaura Tarantola Claire Bové | NiederlandeMarieke Keijser Ilse Paulis                                                                                  |
| Doppelvierer                | ChinaChen Yunxia Zhang Ling Lyu Yang Cui Xiaotong | PolenAgnieszka Kobus Marta Wieliczko Maria Sajdak Katarzyna Zillmann                                                                           | AustralienRia Thompson Rowena Meredith Harriet Hudson Caitlin Cronin                                                    |
| Zweier ohne Steuerfrau      | NeuseelandGrace Prendergast Kerri Gowler | ROCWassilissa Stepanowa Jelena Orjabinskaja | KanadaCaileigh Filmer Hillary Janssens                                                                                  |
| Vierer ohne Steuerfrau      | AustralienLucy Stephan Rosemary Popa Jessica Morrison Annabelle McIntyre                                                                                  | NiederlandeElisabeth Hogerwerf Karolien Florijn Ymkje Clevering Veronique Meester                                                              | IrlandAifric Keogh Eimear Lambe Fiona Murtagh Emily Hegarty                                                             |
| Achter                      | KanadaLisa Roman Kasia Gruchalla-Wesierski Christine Roper Andrea Proske Susanne Grainger Madison Mailey Sydney Payne Avalon Wasteneys Kristen Kit (Stf.) | NeuseelandElla Greenslade Emma Dyke Lucy Spoors Kelsey Bevan Grace Prendergast Kerri Gowler Elizabeth Ross Jackie Gowler Caleb Shepherd (Stm.) | Volksrepublik ChinaWang Zifeng Wang Yuwei Xu Fei Miao Tian Zhang Min Ju Rui Li Jingjing Guo Linlin Zhang Dechang (Stm.) |

## Qualifikation
Folgende Nationen erkämpften in verschiedenen Bootsklassen Quotenplätze:
| Nation                  | Männer | Männer         | Männer               | Männer         | Männer      | Männer      | Männer | Frauen | Frauen         | Frauen               | Frauen         | Frauen      | Frauen      | Frauen | Boote |
| Nation                  | Einer  | Doppel- zweier | Lgw.- Doppel- zweier | Doppel- vierer | Zweier ohne | Vierer ohne | Achter | Einer  | Doppel- zweier | Lgw.- Doppel- zweier | Doppel- vierer | Zweier ohne | Vierer ohne | Achter | Boote |
| ----------------------- | ------ | -------------- | -------------------- | -------------- | ----------- | ----------- | ------ | ------ | -------------- | -------------------- | -------------- | ----------- | ----------- | ------ | ----- |
| Ägypten                 | X      |                |                      |                |             |             |        |        |                |                      |                |             |             |        | 1     |
| Algerien                |        |                | X                    |                |             |             |        |        |                |                      |                |             |             |        | 1     |
| Argentinien             |        |                |                      |                |             |             |        |        |                | X                    |                |             |             |        | 1     |
| Australien              |        |                |                      | X              | X           | X           | X      |        | X              |                      | X              | X           | X           | X      | 9     |
| Belgien                 |        |                | X                    |                |             |             |        |        |                |                      |                |             |             |        | 1     |
| Benin                   | X      |                |                      |                |             |             |        |        |                |                      |                |             |             |        | 1     |
| Bermuda                 | X      |                |                      |                |             |             |        |        |                |                      |                |             |             |        | 1     |
| Brasilien               | X      |                |                      |                |             |             |        |        |                |                      |                |             |             |        | 1     |
| Chile                   |        |                | X                    |                |             |             |        |        |                |                      |                |             |             |        | 1     |
| China                   |        | X              |                      | X              |             |             |        | X      | X              |                      | X              | X           | X           | X      | 8     |
| Chinesisch Taipeh       |        |                |                      |                |             |             |        | X      |                |                      |                |             |             |        | 1     |
| Dänemark                | X      |                |                      |                | X           |             |        |        |                |                      |                | X           | X           |        | 4     |
| Deutschland             | X      | X              | X                    | X              |             |             | X      |        | X              |                      | X              |             |             |        | 7     |
| Dominikanische Republik | X      |                |                      |                |             |             |        |        |                |                      |                |             |             |        | 1     |
| Elfenbeinküste          | X      |                |                      |                |             |             |        |        |                |                      |                |             |             |        | 1     |
| Estland                 |        |                |                      | X              |             |             |        |        |                |                      |                |             |             |        | 1     |
| Frankreich              |        | X              |                      |                | X           |             |        |        | X              | X                    | X              |             |             |        | 5     |
| Griechenland            | X      |                |                      |                |             |             |        | X      |                |                      |                | X           |             |        | 3     |
| Großbritannien          |        | X              |                      | X              |             | X           | X      | X      |                | X                    | X              | X           | X           | X      | 10    |
| Guatemala               |        |                |                      |                |             |             |        |        |                | X                    |                |             |             |        | 1     |
| Indien                  |        |                | X                    |                |             |             |        |        |                |                      |                |             |             |        | 1     |
| Hongkong                |        |                |                      |                |             |             |        | X      |                |                      |                |             |             |        | 1     |
| Indonesien              |        |                |                      |                |             |             |        |        |                | X                    |                |             |             |        | 1     |
| Irak                    | X      |                |                      |                |             |             |        |        |                |                      |                |             |             |        | 1     |
| Iran                    |        |                |                      |                |             |             |        | X      |                |                      |                |             |             |        | 1     |
| Irland                  |        | X              | X                    |                |             |             |        | X      |                | X                    |                | X           | X           |        | 6     |
| Italien                 | X      |                | X                    | X              | X           | X           |        |        | X              | X                    | X              | X           |             |        | 9     |
| Japan                   | X      |                |                      |                |             |             |        |        |                | X                    |                |             |             |        | 2     |
| Kanada                  | X      |                | X                    |                | X           | X           |        | X      | X              | X                    |                | X           | X           | X      | 10    |
| Kasachstan              | X      |                |                      |                |             |             |        |        |                |                      |                |             |             |        | 1     |
| Katar                   |        |                |                      |                |             |             |        | X      |                |                      |                |             |             |        | 1     |
| Kroatien                | X      |                |                      |                | X           |             |        |        |                |                      |                |             |             |        | 2     |
| Kuba                    |        |                |                      |                |             |             |        | X      |                |                      |                |             |             |        | 1     |
| Kuwait                  | X      |                |                      |                |             |             |        |        |                |                      |                |             |             |        | 1     |
| Libyen                  | X      |                |                      |                |             |             |        |        |                |                      |                |             |             |        | 1     |
| Litauen                 | X      | X              |                      | X              |             |             |        |        | X              |                      |                |             |             |        | 4     |
| Marokko                 |        |                |                      |                |             |             |        | X      |                |                      |                |             |             |        | 1     |
| Mexiko                  |        |                |                      |                |             |             |        | X      |                |                      |                |             |             |        | 1     |
| Monaco                  | X      |                |                      |                |             |             |        |        |                |                      |                |             |             |        | 1     |
| Namibia                 |        |                |                      |                |             |             |        | X      |                |                      |                |             |             |        | 1     |
| Neuseeland              | X      | X              |                      |                | X           |             | X      | X      | X              |                      | X              | X           |             | X      | 9     |
| Niederlande             | X      | X              |                      | X              | X           | X           | X      | X      | X              | X                    | X              |             | X           |        | 11    |
| Nicaragua               | X      |                |                      |                |             |             |        | X      |                |                      |                |             |             |        | 2     |
| Nigeria                 |        |                |                      |                |             |             |        | X      |                |                      |                |             |             |        | 1     |
| Norwegen                | X      |                | X                    | X              |             |             |        |        |                |                      |                |             |             |        | 3     |
| Österreich              |        |                |                      |                |             |             |        | X      |                | X                    |                |             |             |        | 2     |
| Paraguay                |        |                |                      |                |             |             |        | X      |                |                      |                |             |             |        | 1     |
| Peru                    | X      |                |                      |                |             |             |        |        |                |                      |                |             |             |        | 1     |
| Philippinen             | X      |                |                      |                |             |             |        |        |                |                      |                |             |             |        | 1     |
| Polen                   |        | X              | X                    | X              |             | X           |        |        |                |                      | X              |             | X           |        | 6     |
| Portugal                |        |                | X                    |                |             |             |        |        |                |                      |                |             |             |        | 1     |
| Puerto Rico             |        |                |                      |                |             |             |        | X      |                |                      |                |             |             |        | 1     |
| Rumänien                |        | X              |                      |                | X           | X           | X      |        | X              | X                    |                | X           | X           | X      | 9     |
| ROC                     | X      | X              |                      |                |             |             |        | X      | X              | X                    |                | X           |             |        | 8     |
| Saudi-Arabien           | X      |                |                      |                |             |             |        |        |                |                      |                |             |             |        | 1     |
| Schweden                |        |                |                      |                |             |             |        | X      |                |                      |                |             |             |        | 1     |
| Schweiz                 |        | X              |                      |                |             | X           |        | X      |                | X                    |                |             |             |        | 4     |
| Serbien                 |        |                |                      |                | X           |             |        | X      |                |                      |                |             |             |        | 2     |
| Simbabwe                | X      |                |                      |                |             |             |        |        |                |                      |                |             |             |        | 1     |
| Singapur                |        |                |                      |                |             |             |        | X      |                |                      |                |             |             |        | 1     |
| Spanien                 |        |                | X                    |                | X           |             |        |        |                |                      |                | X           |             |        | 3     |
| Südafrika               |        |                |                      |                | X           | X           |        |        |                |                      |                |             |             |        | 2     |
| Sudan                   |        |                |                      |                |             |             |        | X      |                |                      |                |             |             |        | 1     |
| Südkorea                |        |                |                      |                |             |             |        | X      |                |                      |                |             |             |        | 1     |
| Thailand                |        |                | X                    |                |             |             |        |        |                |                      |                |             |             |        | 1     |
| Togo                    |        |                |                      |                |             |             |        | X      |                |                      |                |             |             |        | 1     |
| Trinidad und Tobago     |        |                |                      |                |             |             |        | X      |                |                      |                |             |             |        | 1     |
| Tschechien              | X      | X              | X                    |                |             |             |        |        | X              |                      |                |             |             |        | 4     |
| Tunesien                |        |                |                      |                |             |             |        |        |                | X                    |                |             |             |        | 1     |
| Türkei                  | X      |                |                      |                |             |             |        |        |                |                      |                |             |             |        | 1     |
| Uganda                  |        |                |                      |                |             |             |        | X      |                |                      |                |             |             |        | 1     |
| Ukraine                 |        |                | X                    |                |             |             |        |        |                |                      |                |             |             |        | 1     |
| Ungarn                  | X      |                |                      |                |             |             |        |        |                |                      |                |             |             |        | 1     |
| Uruguay                 |        |                | X                    |                |             |             |        |        |                |                      |                |             |             |        | 1     |
| Usbekistan              |        |                | X                    |                |             |             |        |        |                |                      |                |             |             |        | 1     |
| Vanuatu                 | X      |                |                      |                |             |             |        |        |                |                      |                |             |             |        | 1     |
| Venezuela               |        |                | X                    |                |             |             |        |        |                |                      |                |             |             |        | 1     |
| Vereinigte Staaten      |        |                |                      |                |             | X           | X      | X      | X              | X                    | X              | X           | X           | X      | 9     |
| Vietnam                 |        |                |                      |                |             |             |        |        |                | X                    |                |             |             |        | 1     |
| Belarus                 |        |                |                      |                | X           |             |        | X      |                | X                    |                |             |             |        | 3     |
| Gesamt: 80 NOKs         | 32     | 13             | 18                   | 10             | 13          | 10          | 7      | 32     | 13             | 18                   | 10             | 13          | 10          | 7      | 206   |

## Ergebnisse
- Es werden jeweils die ersten acht Plätze aufgeführt, da diese ein olympisches Diplom erhielten; detaillierte Ergebnisse sind in den verlinkten Teilartikeln zu finden.
- Das A-Finale war jeweils mit sechs Booten belegt, weshalb die Plätze 7 und 8 aus dem B-Finale stammen; diese sind mit einem (B) bezeichnet.

### Männer

#### Einer
| Platz | Land | Sportler                | Zeit (min)  |
| ----- | ---- | ----------------------- | ----------- |
| 1     | GRE  | Stefanos Douskos        | 6:40,45 OR  |
| 2     | NOR  | Kjetil Borch            | 6:41,66     |
| 3     | CRO  | Damir Martin            | 6:42,58     |
| 4     | DEN  | Sverri Sandberg Nielsen | 6:42,73     |
| 5     | ROC  | Alexander Wjasowkin     | 6:49,09     |
| 6     | LTU  | Mindaugas Griškonis     | 6:57,60     |
| 7     | GER  | Oliver Zeidler          | 6:44,44 (B) |
| 8     | ITA  | Gennaro Di Mauro        | 6:47,38 (B) |

A-Finale: Freitag, 30. Juli 2021, 9:45 Uhr (JST)
Stefanos Douskos gewann die erste Goldmedaille für Griechenland im Rudern.

#### Zweier ohne Steuermann
| Platz | Land | Sportler                              | Zeit (min)  |
| ----- | ---- | ------------------------------------- | ----------- |
| 1     | CRO  | Martin Sinković Valent Sinković       | 6:15,29     |
| 2     | ROU  | Marius-Vasile Cozmiuc Ciprian Tudosă  | 6:16,58     |
| 3     | DEN  | Frederic Vystavel Joachim Sutton      | 6:19,88     |
| 4     | CAN  | Kai Langerfeld Conlin McCabe          | 6:20,43     |
| 5     | SRB  | Martin Mačković Miloš Vasić           | 6:22,34     |
| 6     | ESP  | Jaime Canalejo Javier García          | 6:25,25     |
| 7     | NED  | Niki van Sprang Guillaume Krommenhoek | 6:22,75 (B) |
| 8     | BLR  | Dsmitryj Furman Sjarhej Waladsko      | 6:25,88 (B) |

A-Finale: Freitag, 29. Juli 2021, 9:18 Uhr (JST)
Die Brüder Martin Sinković und Valent Sinković waren 2016 Olympiasieger im Doppelzweier und wechselten anschließend in den Zweier ohne Steuermann.
Aus dem deutschsprachigen Raum hatte sich keine Mannschaft qualifizieren können.

#### Doppelzweier
| Platz | Land | Sportler                          | Zeit (min)  |
| ----- | ---- | --------------------------------- | ----------- |
| 1     | FRA  | Hugo Boucheron Matthieu Androdias | 6:00,33 OR  |
| 2     | NED  | Melvin Twellaar Stef Broenink     | 6:00,53     |
| 3     | CHN  | Liu Zhiyu Zhang Liang             | 6:03,63     |
| 4     | GBR  | Graeme Thomas John Collins        | 6:06,48     |
| 5     | SUI  | Barnabé Delarze Roman Röösli      | 6:09,05     |
| 6     | POL  | Mirosław Ziętarski Mateusz Biskup | 6:09,17     |
| 7     | ROC  | Ilja Kondratjew Andrei Potapkin   | 6:13,73 (B) |
| 8     | NZL  | Jack Lopas Chris Harris           | 6:15,51 (B) |

A-Finale: Mittwoch, 28. Juli 2021, 2:30 Uhr (JST)
Der Doppelzweier aus Deutschland mit Stephan Krüger und Marc Weber erreichte den 11. Gesamtrang.

#### Leichtgewichts-Doppelzweier
| Platz | Land | Sportler                            | Zeit (min)  |
| ----- | ---- | ----------------------------------- | ----------- |
| 1     | IRL  | Fintan McCarthy Paul O’Donovan      | 6:06,43     |
| 2     | GER  | Jonathan Rommelmann Jason Osborne   | 6:07,29     |
| 3     | ITA  | Stefano Oppo Pietro Ruta            | 6:14,30     |
| 4     | CZE  | Jiří Šimánek Miroslav Vraštil       | 6:16,42     |
| 5     | BEL  | Niels Van Zandweghe Tim Brys        | 6:18,10     |
| 6     | URU  | Bruno Cetraro Felipe Klüver         | 6:24,21     |
| 7     | ESP  | Manel Balastegui Caetano Horta      | 6:15,45 (B) |
| 8     | POL  | Jerzy Kowalski Artur Mikołajczewski | 6:16,01 (B) |

A-Finale: Donnerstag, 29. Juli 2021, 9:50 Uhr (JST)
Fintan McCarthy und Paul O’Donovan gewannen die erste Goldmedaille für Irland im Rudern.

#### Vierer ohne Steuermann
| Platz | Land | Sportler                                                                                 | Zeit (min)  |
| ----- | ---- | ---------------------------------------------------------------------------------------- | ----------- |
| 1     | AUS  | Alexander Purnell Spencer Turrin Jack Hargreaves Alexander Hill                          | 5:42,76 OR  |
| 2     | ROU  | Mihăiță-Vasile Țigănescu Mugurel Vasile Semciuc Ștefan-Constantin Berariu Cosmin Pascari | 5:43,13     |
| 3     | ITA  | Matteo Castaldo Marco Di Costanzo Matteo Lodo Giuseppe Vicino                            | 5:43,60     |
| 4     | GBR  | Oliver Cook Matthew Rossiter Rory Gibbs Sholto Carnegie                                  | 5:45,78     |
| 5     | USA  | Andrew Reed Anders Weiss Michael Grady Clark Dean                                        | 5:48,85     |
| 6     | NED  | Jan van der Bij Boudewijn Röell Sander de Graaf Nelson Ritsema                           | 5:50,81     |
| 7     | POL  | Mateusz Wilangowski Mikołaj Burda Marcin Brzeziński Michał Szpakowski                    | 5:57,17 (B) |
| 8     | CAN  | Jakub Buczek Luke Gadsdon Gavin Stone Will Crothers                                      | 5:58,29 (B) |

A-Finale: Mittwoch, 28. Juli 2021, 3:10 Uhr (JST)
Der Vierer aus der Schweiz mit Paul Jaquot, Markus Kessler, Joel Schürch und Andrin Gulich erreichte den 9. Gesamtrang.
Aus Deutschland hatte sich keine Mannschaft qualifizieren können.

#### Doppelvierer
| Platz | Land        | Sportler                                                    | Zeit (min)  |
| ----- | ----------- | ----------------------------------------------------------- | ----------- |
| 1     | NED         | Dirk Uittenbogaard Abe Wiersma Tone Wieten Koen Metsemakers | 5:32,03 WR  |
| 2     | GBR         | Harry Leask Angus Groom Thomas Barras Jack Beaumont         | 5:33,75     |
| 3     | AUS         | Jack Cleary Caleb Antill Cameron Girdlestone Luke Letcher   | 5:33,97     |
| 4     | POL         | Dominik Czaja Wiktor Chabel Szymon Pośnik Fabian Barański   | 5:34,27     |
| 5     | ITA         | Simone Venier Andrea Panizza Luca Rambaldi Giacomo Gentili  | 5:37,29     |
| 6     | Estland     | Jüri-Mikk Udam Allar Raja Tõnu Endrekson Kaspar Taimsoo     | 5:38,58     |
| 7     | CHN         | Yi Xudi Zang Ha Liu Dang Zhang Quan                         | 5:46,07 (B) |
| 8     | Deutschland | Tim Ole Naske Karl Schulze Hans Gruhne Max Appel            | 5:46,78 (B) |

A-Finale: Mittwoch, 28. Juli 2021, 10:30 Uhr (JST)

#### Achter
| Platz | Land | Sportler | Zeit (min) |
| ----- | ---- | --- | ---------- |
| 1     | NZL  | Tom Mackintosh Hamish Bond Thomas Murray Michael Brake Dan Williamson Phillip Wilson Shaun Kirkham Matt Macdonald Sam Bosworth (Stm.)                | 5:24,64    |
| 2     | GER  | Johannes Weißenfeld Laurits Follert Olaf Roggensack Torben Johannesen Jakob Schneider Malte Jakschik Richard Schmidt Hannes Ocik Martin Sauer (Stm.) | 5:25,60    |
| 3     | GBR  | Josh Bugajski Jacob Dawson Thomas George Mohamed Sbihi Charles Elwes Oliver Wynne-Griffith James Rudkin Thomas Ford Henry Fieldman (Stm.)            | 5:25,73    |
| 4     | USA  | Ben Davison Justin Best Alex Miklasevich Austin Hack Alexander Richards Nick Mead Conor Harrity Liam Corrigan Julian Venonsky (Stm.)                 | 5:26,75    |
| 5     | NED  | Bjorn van den Ende Ruben Knab Jasper Tissen Simon van Dorp Maarten Hurkmans Bram Schwarz Mechiel Versluis Robert Lücken Eline Berger (Stf.)          | 5:27,96    |
| 6     | AUS  | Nicholas Lavery Jack O’Brian Joshua Booth Simon Keenan Nicholas Purnell Timothy Masters Angus Dawson Angus Widdicombe Stuart Sim (Stm.)              | 5:36,23    |

Finale: Freitag, 30. Juli 2021, 10:25 Uhr (JST)

### Frauen

#### Einer
| Platz | Land | Sportlerin        | Zeit (min)  |
| ----- | ---- | ----------------- | ----------- |
| 1     | NZL  | Emma Twigg        | 7:13,97     |
| 2     | ROC  | Hanna Prakatsen   | 7:17,39     |
| 3     | AUT  | Magdalena Lobnig  | 7:19,72     |
| 4     | GBR  | Victoria Thornley | 7:20,39     |
| 5     | SUI  | Jeannine Gmelin   | 7:20,91     |
| 6     | CHN  | Jiang Yan         | 7:21,33     |
| 7     | NED  | Sophie Souwer     | 7:25,96 (B) |
| 8     | CAN  | Carling Zeeman    | 7:29,59 (B) |

A-Finale: Freitag, 30. Juli 2021, 9:33 Uhr (JST)
Aus Deutschland hatte sich keine Mannschaft qualifizieren können.

#### Zweier ohne Steuerfrau
| Platz | Land | Sportlerinnen                            | Zeit (min)  |
| ----- | ---- | ---------------------------------------- | ----------- |
| 1     | NZL  | Grace Prendergast Kerri Gowler           | 6:50,19     |
| 2     | ROC  | Wassilissa Stepanowa Jelena Orjabinskaja | 6:51,45     |
| 3     | CAN  | Caileigh Filmer Hillary Janssens         | 6:52,10     |
| 4     | GBR  | Helen Glover Polly Swann                 | 6:54,96     |
| 5     | GRE  | Christina Bourbou Maria Kyridou          | 6:57,11     |
| 6     | ESP  | Aina Cid Virginia Díaz Rivas             | 7:00,05     |
| 7     | AUS  | Jessica Morrison Annabelle McIntyre      | 6:56,46 (B) |
| 8     | DEN  | Hedvig Rasmussen Fie Udby Erichsen       | 6:59,48 (B) |

A-Finale: Freitag, 29. Juli 2021, 9:30 Uhr (JST)
Aus dem deutschsprachigen Raum hatte sich keine Mannschaft qualifizieren können.

#### Doppelzweier
| Platz | Land | Sportlerinnen                               | Zeit (min)  |
| ----- | ---- | ------------------------------------------- | ----------- |
| 1     | ROU  | Nicoleta-Ancuța Bodnar Simona Geanina Radiș | 6:41,03 OR  |
| 2     | NZL  | Brooke Donoghue Hannah Osborne              | 6:44,82     |
| 3     | NED  | Roos de Jong Lisa Scheenaard                | 6:45,73     |
| 4     | LTU  | Donata Karalienė Milda Valčiukaitė          | 6:47,44     |
| 5     | USA  | Kristina Wagner Genevra Stone               | 6:52,98     |
| 6     | CAN  | Gabrielle Smith Jessica Sevick              | 6:53,19     |
| 7     | AUS  | Amanda Bateman Tara Rigney                  | 6:57,71 (B) |
| 8     | FRA  | Hélène Lefebvre Élodie Ravera-Scaramozzino  | 6:58,52 (B) |

A-Finale: Mittwoch, 28. Juli 2021, 9:18 Uhr (JST)
Der Doppelzweier aus Deutschland mit Annekatrin Thiele und Leonie Menzel erreichte den 11. Gesamtrang.

#### Leichtgewichts-Doppelzweier
| Platz | Land | Sportlerinnen                              | Zeit (min)  |
| ----- | ---- | ------------------------------------------ | ----------- |
| 1     | ITA  | Valentina Rodini Federica Cesarini         | 6:47,54     |
| 2     | FRA  | Laura Tarantola Claire Bové                | 6:47,68     |
| 3     | NED  | Marieke Keijser Ilse Paulis                | 6:48,03     |
| 4     | GBR  | Emily Craig Imogen Grant                   | 6:48,04     |
| 5     | USA  | Molly Reckford Michelle Sechser            | 6:48,54     |
| 6     | ROU  | Ionela-Livia Cozmiuc Gianina-Elena Beleagă | 6:49,40     |
| 7     | SUI  | Patricia Merz Frédérique Rol               | 6:49,16 (B) |
| 8     | IRL  | Aoife Casey Margaret Cremen                | 6:49,90 (B) |

A-Finale: Freitag, 29. Juli 2021, 10:10 Uhr (JST)
Der Sieg von Valentina Rodini und Federica Cesarini war die erste olympische Medaille für eine italienische Frauenmannschaft im Rudern.
Der Leichtgewichts-Doppelzweier aus Österreich mit Valentina Cavallar und Louisa Altenhuber erreichte den 11. Gesamtrang.
Aus Deutschland hatte sich keine Mannschaft qualifizieren können.

#### Vierer ohne Steuerfrau
| Platz | Land | Sportlerinnen                                                                          | Zeit (min)  |
| ----- | ---- | -------------------------------------------------------------------------------------- | ----------- |
| 1     | AUS  | Lucy Stephan Rosemary Popa Jessica Morrison Annabelle McIntyre                         | 6:15,37 OR  |
| 2     | NED  | Elisabeth Hogerwerf Karolien Florijn Ymkje Clevering Veronique Meester                 | 6:15,71     |
| 3     | IRL  | Aifric Keogh Eimear Lambe Fiona Murtagh Emily Hegarty                                  | 6:20,46     |
| 4     | GBR  | Rowan McKellar Harriet Taylor Karen Bennett Rebecca Shorten                            | 6:21,52     |
| 5     | CHN  | Lin Xinyu Wang Fei Qin Miaomiao Lu Shiyu                                               | 6:25,13     |
| 6     | POL  | Maria Wierzbowska Olga Michałkiewicz Monika Chabel Joanna Dittmann                     | 6:29,95     |
| 7     | USA  | Madeleine Wanamaker Claire Collins Kendall Chase Grace Luczak                          | 6:33,65 (B) |
| 8     | DEN  | Trine Dahl Pedersen Christina Juhl Johansen Frida Sanggaard Nielsen Ida Gørtz Jacobsen | 6:34,72 (B) |

A-Finale: Mittwoch, 28. Juli 2021, 9:50 Uhr (JST)
Aus dem deutschsprachigen Raum hatte sich keine Mannschaft qualifizieren können.

#### Doppelvierer
| Platz | Land | Sportlerinnen                                                             | Zeit (min) |
| ----- | ---- | ------------------------------------------------------------------------- | ---------- |
| 1     | CHN  | Chen Yunxia Zhang Ling Lyu Yang Cui Xiaotong                              | 6:05,13 WR |
| 2     | POL  | Agnieszka Kobus Marta Wieliczko Maria Sajdak Katarzyna Zillmann           | 6:11,36    |
| 3     | AUS  | Ria Thompson Rowena Meredith Harriet Hudson Caitlin Cronin                | 6:12,08    |
| 4     | ITA  | Valentina Iseppi Alessandra Montesano Veronica Lisi Stefania Gobbi        | 6:13,33    |
| 5     | GER  | Daniela Schultze Franziska Kampmann Carlotta Nwajide Frieda Hämmerling    | 6:13,41    |
| 6     | NED  | Laila Youssifou Inge Janssen Olivia van Rooijen Nicole Beukers            | 6:15,75    |
| 7     | GBR  | Hannah Scott Mathilda Hodgkins-Byrne Charlotte Hodgkins-Byrne Lucy Glover | 6:25,14    |
| 8     | NZL  | Georgia Nugent-O’Leary Ruby Tew Eve Macfarlane Olivia Loe                 | 6:29,00    |

A-Finale: Mittwoch, 28. Juli 2021, 9:50 Uhr (JST)
Der Doppelvierer aus Deutschland lag bis kurz vor dem Ziel auf einem souveränen zweiten Platz, verlor dann durch einen „Krebs“ aber noch die Medaille.

#### Achter
| Platz | Land | Sportlerinnen | Zeit (min) |
| ----- | ---- | --- | ---------- |
| 1     | CAN  | Lisa Roman Kasia Gruchalla-Wesierski Christine Roper Andrea Proske Susanne Grainger Madison Mailey Sydney Payne Avalon Wasteneys Kristen Kit (Stf.)}             | 5:59,13    |
| 2     | NZL  | Ella Greenslade Emma Dyke Lucy Spoors Kelsey Bevan Grace Prendergast Kerri Gowler Elizabeth Ross Jackie Gowler Caleb Shepherd (Stm.)                             | 6:00,04    |
| 3     | CHN  | Wang Zifeng Wang Yuwei Xu Fei Miao Tian Zhang Min Ju Rui Li Jingjing Guo Linlin Zhang Dechang (Stm.)                                                             | 6:01,21    |
| 4     | USA  | Jessica Thoennes Charlotte Buck Gia Doonan Brooke Mooney Olivia Coffey Regina Salmons Meghan Musnicki Kristine O’Brien Katelin Guregian (Stf.)                   | 6:02,78    |
| 5     | AUS  | Genevieve Horton Olympia Aldersey Bronwyn Cox Giorgia Patten Sarah Hawe Georgina Rowe Katrina Werry Molly Goodman James Rook (Stm.)                              | 6:03,92    |
| 6     | ROU  | Maria-Magdalena Rusu Viviana-Iuliana Bejinariu Georgiana Dedu Maria Tivodariu Ioana Vrînceanu Amalia Bereș Mădălina Bereș Denisa Tîlvescu Daniela Druncea (Stf.) | 6:04,06    |

A-Finale: Freitag, 30. Juli 2021, 10:05 Uhr (JST)
Aus dem deutschsprachigen Raum hatte sich keine Mannschaft qualifizieren können.